# NGC 2754
NGC 2754 ist eine linsenförmige Galaxie vom Hubble-Typ S0 im Sternbild Wasserschlange südlich der Ekliptik. Sie ist schätzungsweise 238 Millionen Lichtjahre von der Milchstraße entfernt und hat einen Durchmesser von etwa 55.000 Lj. 

Im selben Himmelsareal befindet sich u. a. die Galaxie NGC 2758 und IC 2437.
Das Objekt wurde im Jahr 1886 von dem Astronomen Frank Muller entdeckt.